# Mordet på kommendören
Mordet på kommendören (Kishidancho Goroshi) är en bok av den japanske författaren Haruki Murakami. Utgiven 2017 och på svenska 2018 på Norstedts förlag.

## Handling
En 36-årig porträttmålare bosätter sig i en väns hus som står tomt efter att vännens far, målaren Tomohiko Amada, flyttat in på ett ålderdomshem. På husets vind hittar han en tavla föreställande ett mord. 